# Elecciones al Gobernador del Krai de Kamchatka de 2020
Las elecciones al Gobernador del Krai de Kamchatka de 2020 fueron las segundas elecciones para elegir democráticamente al Gobernador del Krai de Kamchatka desde la fundación oficial del territorio que unió el Óblast de Kamchatka con el Distrito Autónomo de Koriakia el 2 de julio de 2007.
Al momento de los comicios, el gobernador elegido en las anteriores elecciones, había sido reemplazado por un gobernador interino, Vladímir Solodov, en el cargo desde el 3 de abril de 2020.

## Antecedentes
El 13 de septiembre de 2015 tuvieron lugar las primeras elecciones para Gobernador del Krai de Kamchatka donde fue electo Vladímir Ilyujin, el mismo que había dimitido de su cargo interino como gobernador tras cuatro años como interino desde que sustituyese a Alexei Kuzmitsky el 3 de abril de 2011 (Kuzmitsky fue destituido por Medvédev por voluntad propia el 25 de febrero).
Tras ganar las elecciones, Ilyujin ejerció como gobernador hasta que presentó su renuncia el 3 de abril de 2020, durante la pandemia de COVID-19 en Rusia. Tras su renuncia, se trasladó a Kaliningrado a vivir. El puesto de gobernador fue ocupado por el entonces presidente del gobierno de la República de Sajá, Vladímir Solodov tras ser designado por el presidente de Rusia, Vladímir Putin.
En julio la Asamblea del Krai de Kamchatka anunció las elecciones para el cargo de gobernador el día 13 de septiembre de 2020, exactamente 5 años después de los anteriores comicios.

## Campaña electoral

### Calendario electoral
- 12 de septiembre: Jornada de reflexión.
- 13 de septiembre: Jornada electoral.

### Candidaturas
A diferencia de las anteriores elecciones, para presentarse como candidato a gobernador cualquier persona sólo debía ser mayor de 30 años permitiéndose la autonominación.
Además, según una ley que había entrado en vigor el 1 de junio de 2012 en toda la Federación de Rusia, los candidatos a Jefes de los Sujetos Federales rusos, debían pasar un «filtro municipal» antes de las elecciones a Gobernador (o Jefe de República) que suponía deber reunir entre un 5 y un 10 % de las firmas del número total de concejales y alcaldes así como de 5 a 10 diputados del Parlamento regional. Los concejales solo podían firmar por un candidato, mientras que los alcaldes y diputados regionales podían apoyar a varios.

#### Candidatos al Consejo de la Federación
Desde diciembre de 2012 entró en vigor un nuevo procedimiento para la formación del Consejo de la Federación. Así, cada candidato al cargo de Gobernador debía presentar una lista de tres personas al momento de inscribirse, la primera de las cuales, si el candidato era elegido, pasaría a ser senador en el Consejo de la Federación por el gobierno regional.

## Candidatos
| Candidato/a | Candidato/a | Candidato/a         | Partido                                | Edad                 | Cargo (al momento de la nominación)                                      | Candidatos al Consejo                                     | Candidatura                                                    |
| ----------- | ----------- | ------------------- | -------------------------------------- | -------------------- | ------------------------------------------------------------------------ | --------------------------------------------------------- | -------------------------------------------------------------- |
|             |             | Maxim Blizniukov    |                                        | 42 años (04/03/1983) | Empresario individual.                                                   | · Alexander Ivanov · Alexander Ushenin · Igor Shakhlovich | Registrada                                                     |
|             |             | Dimitri Bobrovskij  |                                        | 53 años (22/11/1971) | Empresario individual.                                                   | · Igor Bondar · Valeri Mamónov · Igor Pliaskin            | Registrada                                                     |
|             |             | Valeri Kaláshnikov  |                                        | 46 años (03/08/1979) | Diputado de la Asamblea del Krai de Kamchatka.                           | · Tatiana Milovanova · Alexander Rossolov · Irina Rikova  | Registrada                                                     |
|             |             | Aleksandr Ostrikov  |                                        | 67 años (20/12/1957) | Pensionista                                                              | · Yuri Zabelin · Marina Koloskova · Alexéi Medvédev       | Registrada                                                     |
|             |             | Vladímir Solodov    | Independiente Apoyado por: Rusia Unida | 42 años (26/07/1982) | Gobernador interino del Krai de Kamchatka                                | · Roman Vasilevski · Boris Nevzorov · Evgeny Novoselov    | Registrada                                                     |
|             |             | Valeri Bíkov        |                                        | 48 años (30/12/1976) | Diputado de la Asamblea del Krai de Kamchatka.                           | · Dimitri Burankov · Serguéi Vaniushkin · Vladímir Smolin | Denegada 60 firmas en 11 territorios; 3 firmas fueron anuladas |
|             |             | Andréi Lijodédov    |                                        | 37 años (14/02/1988) | Ingeniero de Stomatolog LLC.                                             | · Alexéi Marchenko · Serguéi Syedin · Serguéi Trudnev     | Denegada Firmas insuficientes                                  |
|             |             | Etibar Taghiyev     | Autonominación                         | 52 años (10/01/1973) | Pensionista.                                                             |                                                           | Denegada Firmas insuficientes                                  |
|             |             | Odiljon Azizov      |                                        | 47 años (18/06/1977) | Empresario individual.                                                   |                                                           | Denegada Documentos faltantes                                  |
|             |             | Victoria Bondarenko | Partido del Progreso                   | 36 años (15/01/1989) | Directora del Archivo Municipal.                                         |                                                           | Denegada Documentos faltantes                                  |
|             |             | Bushelev Viacheslav |                                        | 47 años (18/06/1977) | Empresario individual.                                                   |                                                           | Denegada Documentos faltantes                                  |
|             |             | Aleksandr Kameniuk  | Autonominación                         | 45 años (06/03/1979) | Militar retirado, exlíder de Rusia Junta en Petropávlovsk-Kamchatski.    |                                                           | Retirada por él mismo                                          |
|             |             | Alexéi Kojan        | Autonominación                         | 59 años (09/07/1965) | Pensionista.                                                             |                                                           | Retirada por él mismo                                          |
|             |             | Alexéi Nicolaev     | Autonominación                         | 45 años (10/07/1979) | Cabeza de familia.                                                       |                                                           | Denegada Documentos faltantes                                  |
|             |             | Dimitri Omelchenko  | ¡Por la Justicia!                      | 53 años (13/11/1971) | Director del Centro de Cine y Ocio de Conciertos Geyser en Yélizovo.     |                                                           | Denegada Documentos faltantes                                  |
|             |             | Anatoli Tsipkov     | Autonominación                         | 40 años (23/11/1984) | Jefe del Grupo Hidrológico del Destacamento Hidrográfico Expedicionario. |                                                           | Denegada Documentos faltantes                                  |

## Resultados
|  | 80.51 % |

|  | 6.70 % |

|  | 5.84 % |

|  | 2.56 % |

|  | 2.19 % |

|  | 97.8 % |

|  | 2.2 % |

|  | 37.15 % |

|  | 62.85 % |